# Acacia jamesiana
Acacia jamesiana é uma espécie de leguminosa do gênero Acacia, pertencente à família Fabaceae.